# NGC 7233
NGC 7233 ist eine Balken-Spiralgalaxie vom Hubble-Typ SBa im Sternbild Kranich am Südsternhimmel. Sie ist schätzungsweise 81 Millionen Lichtjahre von der Milchstraße entfernt.
Das Objekt wurde am 6. September 1834 von John Herschel entdeckt.